# フィリップ・ライン

フィリップ・ラインの海賊旗

フィリップ・ライン (Philip Lyne、 - 1726年)は、「海賊の黄金時代」後期の海賊。フランシス・スプリッグスの乗組員であり、残虐行為を含む悪質な掠奪を行ったことで知られる。

## 経歴
フランシス・スプリッグスはエドワード・ローのクォーターマスターであったが、ある時ローといさかいを起こして一味から離反してしまう。スプリッグスと彼の仲間たちはその後多くの船舶を拿捕して掠奪し、その内の一隻を自身のクォーターマスターに任せて指揮権を与えた。それがフィリップ・ラインである。ラインは40人の乗組員を収容し、10門の大砲と16門の旋回砲で武装したスループ船シーニンフ号(Sea Nymph)を指揮した。その後、スプリッグスがローの元から去ったように、ラインもまたスプリッグスから独立する。
1725年の夏、ラインの一味はニューファンドランド沖で活動し、多数の船を掠奪した。ローとスプリッグスは捕虜に対する残酷さで悪名高かったが、彼らの元で悪事を働いてたラインもまた残酷な人物であった。6月30日、ラインはサミュエル・ソログッド船長のトマシーン号を拿捕し、5人の乗組員に自身の海賊の掟に署名するよう脅迫し、船からは物資を奪い、傷んだ食糧と少量の水だけ与えて残りを解放した。さらに11月29日、ラインはスループ船ファンシー号を拿捕したさい、エベニーザ・モアというクーパー(樽などを作る職人)を仲間にしようと企んだ。海賊たちはモアの頭を血まみれになるまで何度も斧で殴りつけて虐待し、海賊の掟に署名しなければ首を斬り落とすと脅迫した。
1725年の末頃、ラインの一味はキュラソーの近くで2隻の武装した海賊討伐スループ船に発見され戦闘となる。交戦中に多数の乗組員が死に、4人が生存するが、彼らはオランダの植民地当局によって絞首刑に処された。ライン本人も生き延びるが重傷を負い、片方の目が飛び出し、鼻の一部がもげて顔から垂れ下がっていたという。ラインは裁判にて「海賊行為の過程で37人の船長を殺した」と自慢した。その後、1726年に絞首刑となった。